# 程貞玦
程貞玦（？年—？年），字瓊玉，牛鞞縣人，張惟之妻。

## 生平
程貞玦十九歲時嫁給資中人張惟，不到一年張惟便逝世，由於膝下無子，於是養其兄張悅之子為後，盡本分的供養公婆。三國蜀漢時期，犍为郡督邮王沖想娶她，她的叔父程肱回答：“侄女其志高潔，任誰都無法改變。”王沖當時擔任犍為太守李嚴的督郵，他請求李嚴發文到資中縣，遣孝義掾帶上羔羊和雁當作聘禮，宣讀太守聘令，貞玦知道之後投水欲自殺，被救後幸免於難。後來的太守蘇高為她立表。之後的蜀郡太守為表彰她，為其取名為「貞玦」，另有太守章陵人劉威為她作頌。